# Herz Jesu (Friedrich-Wilhelms-Hütte)

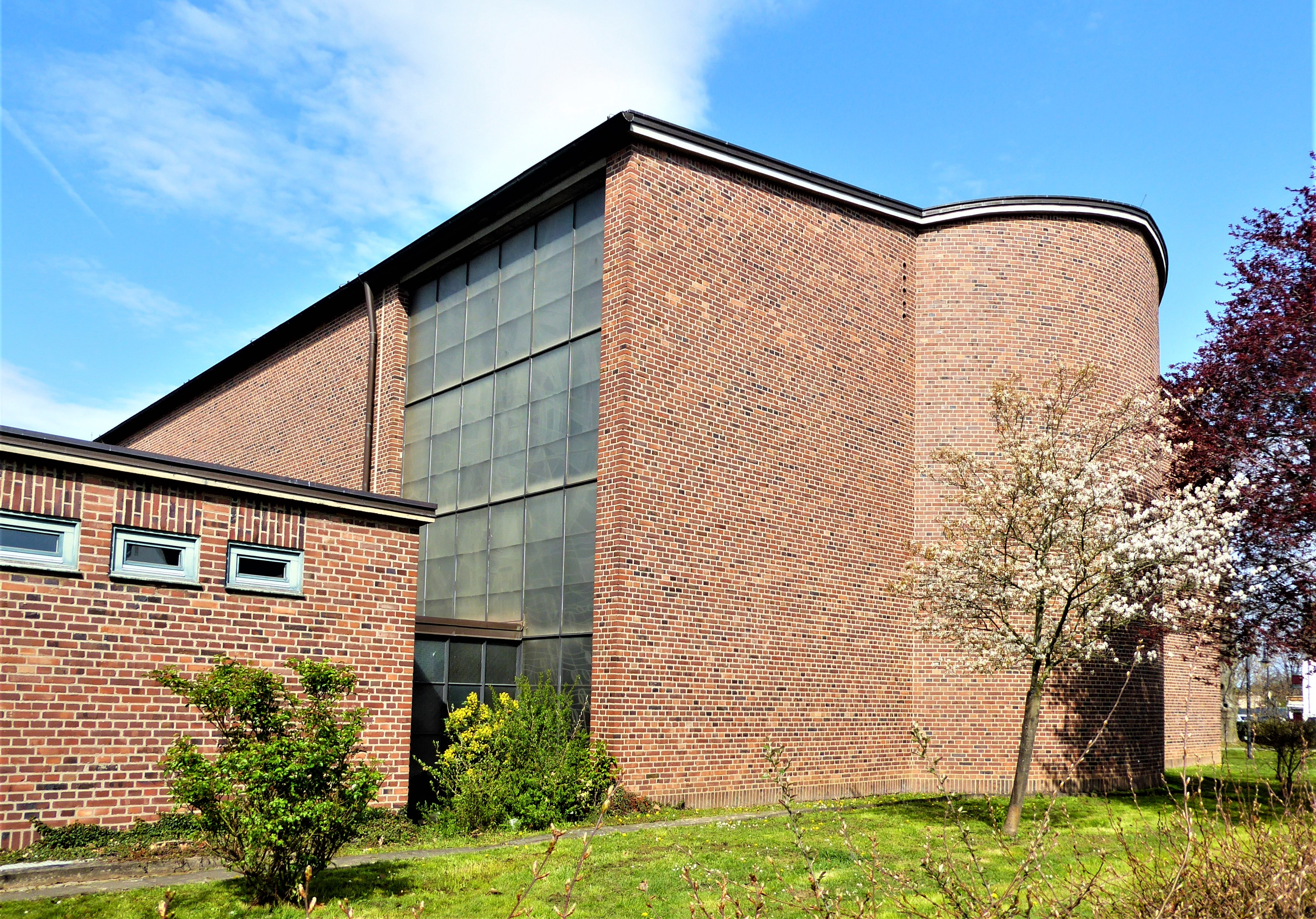
Herz-Jesu-Kirche von Südosten

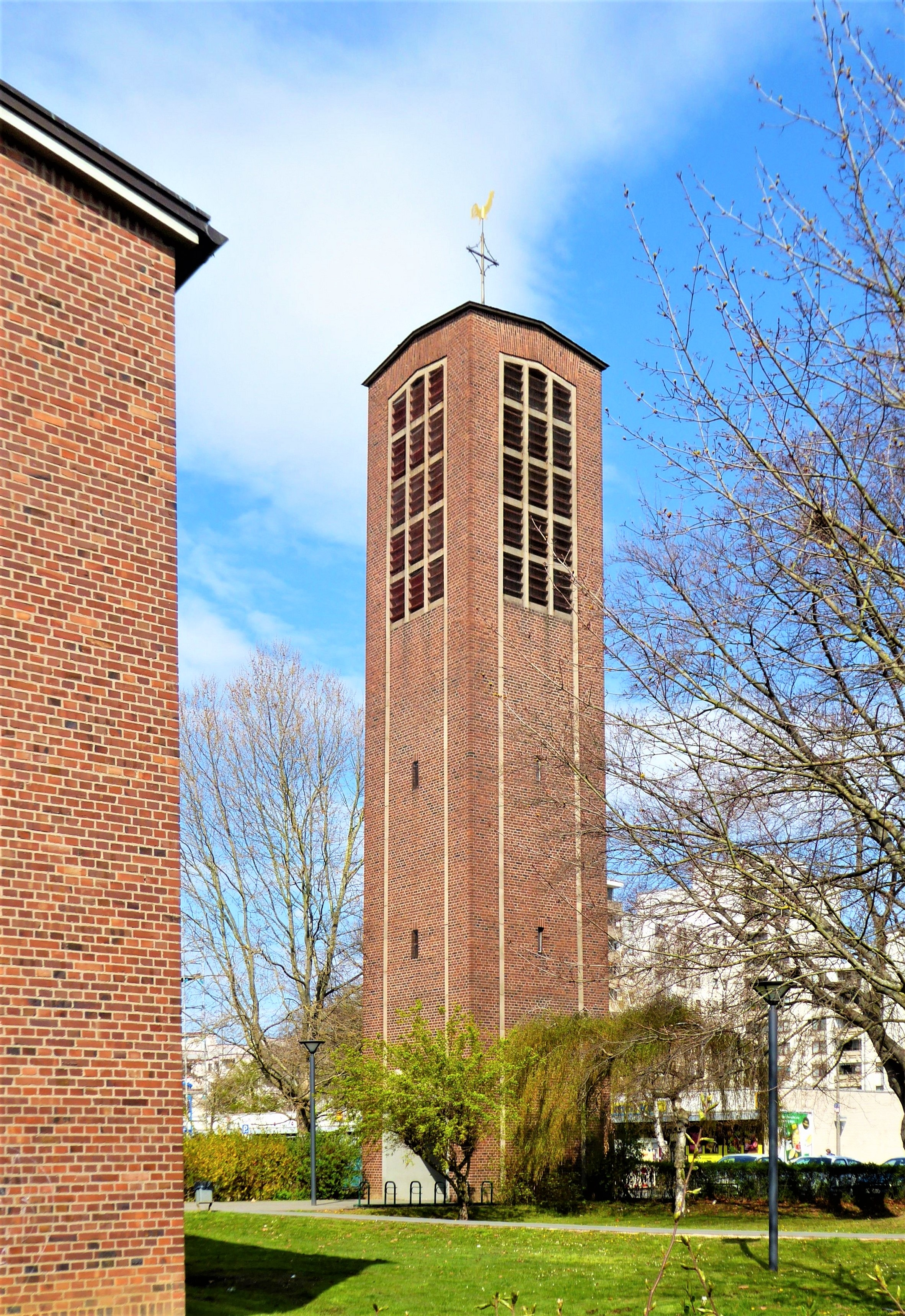
Turm nördlich der Kirche

Die Kirche Herz Jesu ist eine römisch-katholische Kirche in Friedrich-Wilhelms-Hütte, einem Stadtteil von Troisdorf im nordrhein-westfälischen Rhein-Sieg-Kreis.
Sie ist – gemeinsam mit den Kirchen St. Antonius (Kriegsdorf) und St. Peter und Paul (Eschmar) – eine Filialkirche der Pfarrei St. Johannes in Sieglar.

## Geschichte
Die Hüttenwerkssiedlung Friedrich-Wilhelms-Hütte nahm zu Beginn des 20. Jahrhunderts starken Aufschwung. 1920 erhielt sie die erste katholische Kapelle, geweiht dem heiligsten Herzen Jesu. Im Zuge des Wiederaufbaus nach dem Zweiten Weltkrieg entstand 1958/59 an anderer Stelle die neue Herz-Jesu-Kirche.

## Bau
Die geostete Saalkirche auf quadratischem Grundriss mit halbrunder Apsis ist aus Backstein gebaut. Der Glockenturm steht frei.

## Ausstattung
Die Kirchenfenster wurden 1959 von Paul Weigmann gestaltet.

## Glocken
Die fünf Kirchenglocken aus Bronze wurden 1958 von Johannes Mark (Eifeler Glockengießerei in Brockscheid) gegossen.
| Name              | Stimmung | Durchmesser (mm) | Gewicht (kg) | Inschrift |
| Christus-Glocke   | fis′-2   | 1100             | 0850         | DOMINUS JESUS CHRISTUS BENEDICET POPULO SUO IN PACE. CONSECRATA A. D. 1 9 5 8 (Jesus Christus, der Herr, segne sein Volk in Frieden. Geweiht im Jahr des Herrn 1958.)                            |
| Maria-Glocke      | gis′+0   | 0972             | 0570         | REGINA MUNDI DIGNISSIMA INTERCEDE PRO NOSTRA PACE ET SALUTE. CONSECRATA A. D. 1 9 5 8 (Würdigste Königin der Welt, tritt ein für unsern Frieden und unser Heil. Geweiht im Jahr des Herrn 1958.) |
| Joseph-Glocke     | h′-2     | 0811             | 0350         | S. JOSEPH OPIFICUM PATRONI DICATA. CONSECRATA A. D. 1 9 5 8 (Dem hl. Joseph, dem Patron der Arbeiter, gewidmet. Geweiht im Jahr des Herrn 1958.)                                                 |
| Toten-Glocke      | cis″-2   | 0728             | 0250         | S. MICHAEL REPRAESENTET EAS IN LUCEM SANCTAM. CONSECRATA A. D. 1 9 5 8 (Der hl. Michael versetze sie ins heilige Licht. Geweiht im Jahr des Herrn 1958.)                                         |
| Bonifatius-Glocke | dis″+2   | 0644             | 0170         | S. BONIFATIUS VOCA NOS AD AGNITIONEM JESU CHRISTI. CONSECRATA A. D. 1 9 5 8 (Hl. Bonifatius, rufe uns zur Erkenntnis Jesu Christi. Geweiht im Jahr des Herrn 1958.)                              |